# Figarol
Figarol település Franciaországban, Haute-Garonne megyében. Lakosainak száma 313 fő (2022. január 1.). Figarol Lestelle-de-Saint-Martory, Mane, Montastruc-de-Salies, Montespan, Montgaillard-de-Salies, Montsaunès, Rouède és Beauchalot községekkel határos.

## Népesség
A település népességének változása:
| Lakosok száma | 232  | 188  | 236  | 277  | 276  | 293  | 305  | 311  | 315  | 313  |
|               | 1968 | 1982 | 1999 | 2006 | 2011 | 2015 | 2017 | 2018 | 2020 | 2022 |